# Сисса (коммуна)
Сисса (итал. Sissa) —  коммуна в Италии, располагается в регионе Эмилия-Романья, подчиняется административному центру Парма.
Население составляет 3945 человек, плотность населения составляет 94 чел./км². Занимает площадь 42 км². Почтовый индекс — 43018. Телефонный код — 0521.
Покровителем коммуны почитается святой апостол Иаков Старший, празднование 25 июля.